# Orsmaal
Orsmaal is een dorp in de Belgische provincie Vlaams-Brabant. Het maakt deel uit van Orsmaal-Gussenhoven, dat een deelgemeente van de gemeente Linter is.

## Geschiedenis
In 1383 werd Orsmaal samen met Wezer, nu Melkwezer, bij Zoutleeuw gevoegd. Het dorp viel bijgevolg juridisch onder de meierij van Zoutleeuw, in het kwartier van Tienen van het hertogdom Brabant. De Fransen maakten de dorpen in 1795 opnieuw zelfstandige gemeenten. Orsmaal werd ingedeeld bij het kanton Zoutleeuw van het Dijledepartement.
Bij Koninklijk Besluit van 21 augustus 1826 werden Orsmaal en Gussenhoven verenigd in één gemeente, Orsmaal-Gussenhoven. De twee verenigde dorpen vormden in 1971, samen met Melkwezer, Neerhespen en Overhespen, de nieuwe gemeente Orsmaal. Vanaf 1 januari 1977 is Orsmaal een deelgemeente van de fusiegemeente Linter.

## Etymologie
Orsmaal komt van het Germaanse ros of paard en van maal of grond. Orsmaal betekent dus "paarden op een gemeenschappelijke plaats".

## Bezienswaardigheden
- Het Hof ten Steen
- De Onze-Lieve-Vrouwekapel
- De Sint-Pieterskerk

## Natuur en landschap
Orsmaal ligt op een hoogte van 38-45 meter, aan de Kleine Gete.

## Demografische ontwikkeling van de fusiegemeente Orsmaal
Alle historische gegevens hebben betrekking op de gemeente, inclusief deelgemeenten, zoals ontstaan na de fusie van 1 januari 1971.
- Bronnen:NIS, Opm:1831 tot en met 1970=volkstellingen; 1976 = inwoneraantal op 31 december

## Nabijgelegen kernen
Gussenhoven, Melkwezer, Helen-Bos, Dormaal